# Vereinigte Zwietracht der wechselnden Saiten
Vereinigte Zwietracht der wechselnden Saiten (L'heureuse réconciliation des cordes divisées) (BWV 207) est une cantate profane de Johann Sebastian Bach composée à Leipzig en 1726 en l'honneur de Gottlieb Kortte quand celui-ci devint professeur de droit romain à l'Université de Leipzig.
L'auteur du texte est probablement Christian Friedrich Henrici (Picander).

## Structure et instrumentation
La cantate est écrite pour trois trompettes, timbales, deux flûtes traversières, deux hautbois d'amour, taille (hautbois ténor (en)), deux violons, alto, basse continue et quatre solistes, soprano (Glück = bonheur), alto (Dankbarkeit = gratitude), ténor (Fleiss = diligence), basse (Ehre = renommée) et chœur à quatre voix.
Il y a onze mouvements :
1. marche en ré majeur
2. chœur : Vereinigte Zwietracht der wechselnden Saiten
3. récitatif (ténor) : Wen treibt ein edler Trieb zu dem, was Ehre heisst
4. aria (ténor) : Zieht euren Fuss nur nicht zurucke
5. récitatif (soprano, basse) : Dem nur allein soll meine Wohnung offen sein
6. aria (soprano) : Den soll mein Lorbeer schutzend decken
7. ritournelle en ré majeur
8. récitatif (alto) : Es ist kein leeres Wort, kein ohne Grund erregtes Hoffen
9. aria (alto) : Atzet dieses Angedenken
10. récitatif (soprano, alto, ténor et basse) : Ihr Schlafrigen, herbei!
11. chœur : Kortte lebe, Kortte bluhe

A noter que le premier choeur n°2 et la ritournelle n°7 sont des versions adaptées par Bach de son premier concerto Brandebourgeois (du troisième mouvement et du second trio du quatrième mouvement, respectivement).